# Sztratokrácia
A sztratokrácia (vagy sztratiokrácia)  katonai kormányzat, azaz olyan kormányzati forma, amelyben a hatalmat a katonaság gyakorolja.

## Változatai
A hadiállapot ideiglenes igazgatási forma, amikor a polgári (béke) jogok egy része felfüggesztésre kerül, például statárium léphet érvénybe.
A történelmi Magyarország déli részén húzódó sáv volt a határőrvidék ami katonai igazgatás alatt volt az 1500-as évektől 1872-ig.
A „sztratokráciát” nem szabad összekeverni a katonai diktatúra fogalmával, aminek szemantikailag szűkebb értelme van.